# 阿扎瓦德國旗
阿扎瓦德国旗是馬利共和國反政府武裝阿扎瓦德民族解放運動在宣布阿扎瓦德獨立後使用的國旗。自上而下為緑紅黑三色，旗桿一側有一黃色三角形。阿扎瓦德獨立運動在過去也曾設計過國旗如下
| 提案一 |
| 提案一 |

| 提案二 |
| 提案二 |

## 外部連結
- . sahelsounds. 2012-02-08  [2012-05-12]. （原始内容存档于2019-07-13）.